# Schelten
Schelten (oficialmente en francés hasta 1914 La Scheulte) es una comuna suiza del cantón de Berna, situada en el distrito administrativo del Jura bernés. Limita al oeste y noreste con la comuna de Mervelier (JU), al noreste y este con Beinwil (SO), al sur con Aedermannsdorf (SO), Seehof y Val Terbi (JU).
Hasta el 31 de diciembre de 2009 situada en el distrito de Moutier.

## Particularidad
Schelten es la única comuna, junto con Seehof, del distrito de Moutier no francófona, el idioma oficial es el alemán. Es quizás por esta razón que la comuna no quiso añadirse al cantón del Jura en 1979, prefiriendo quedarse en el cantón de Berna, aun siendo casi un exclave del cantón, enclavado entre el Jura y Soleura. 

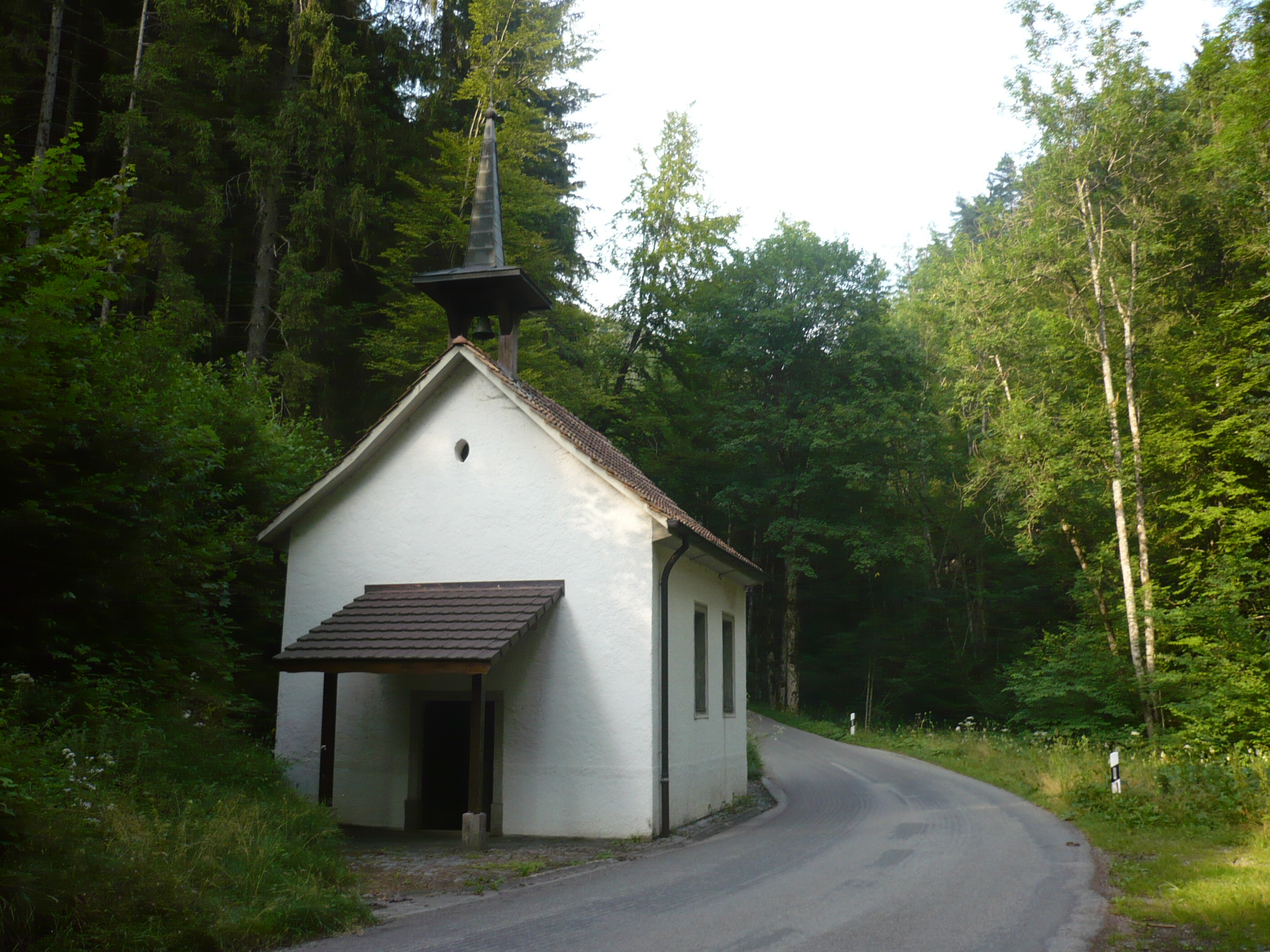
Capilla de San Andrés en el puerto de montaña de Schelten.